# Adelin Benoît
Adelin Benoît (Pont-de-Loup, 12 maggio 1900 – Châtelet, 18 giugno 1954) è stato un ciclista su strada e pistard belga.
Professionista dal 1923 al 1932, vinse la Bordeaux-Parigi e quattro tappe al Tour de France, corsa nella quale indossò anche per cinque giorni la maglia gialla nell'edizione del 1925.
Anche suo fratello maggiore Auguste Benoît fu un ciclista dell'epoca eroica.

## Carriera
Iniziò a correre in bicicletta come indipendente nel 1920, vincendo una corsa in linea in Lussemburgo, il Grand Prix Faber. Negli anni successivi, sempre come indipendente, ottenne altri risultati in corse in linea belghe e nel 1923 vinse, sempre nella categoria indipendenti, il campionato nazionale in linea.
Nel 1924 passò nelle file della squadra belga M.Buysse-Cycles Colonial, con cui prese parte ad alcune classiche monumento, concludendo al secondo posto la Liegi-Bastogne-Liegi e al quinto la Parigi-Roubaix. In quella stagione vinse anche una breve corsa a tappe francese, il Circuit du Midi, e chiuse al terzo posto sia il Giro del Belgio che i Campionati belgi in linea.
Nel 1925 prese parte al suo primo Tour de France, con la squadra belga che contese la vittoria finale all'italiano Ottavio Bottecchia; Benoît ottenne una vittoria di tappa e, sempre nelle prime frazioni della corsa, due secondi posti e altrettanti terzi posti, riuscendo anche ad indossare per cinque giorni la maglia gialla, chiudendo poi la prova al dodicesimo posto finale.
Ottenne piazzamenti anche in altre corse a tappe, come il quinto posto alla Vuelta al País Vasco e il terzo nel Giro della Provincia di Milano. Nelle corse in linea, oltre ad un sesto posto nel campionato nazionale, fu sesto nella Parigi-Roubaix, secondo nella Parigi-Bruxelles, quinto al Circuit de Paris e terzo nel Grand Prix Wolber, quest'ultima corsa ritenuta all'epoca un vero campionato del mondo.
Nel Tour de France prese nuovamente parte alla grande corsa a tappa francese vincendo ancora una tappa, ma ritirandosi prima della conclusione. Sempre in Francia vinse la Bordeaux-Parigi storica corsa dietro moto, fu decimo nella Parigi-Roubaix e sesto nel Circuit de Paris. Chiuse poi il campionato nazionale al sesto posto.
Nel 1927 prese parte al suo terzo e ultimo Tour, che fu anche quello in cui ottenne i migliori risultati: chiuse quinto la classifica generale e vinse due tappe, la nona che arrivava a Bordeaux e la diciottesima che si concludeva a Pontarlie; fu inoltre secondo nella undicesima tappa e terzo sia nella dodicesima che nella ventitreesima. Nelle corse in linea fu quinto nella Parigi-Roubaix, secondo nella Bordeaux-Parigi, terzo nel Circuit de Champagne e sesto nella Parigi-Bruxelles, mentre nelle brevi corse a tappe fu quinto nel Giro dei Paesi Baschi.
Dal 1928 Benoît iniziò a svolgere anche attività su pista, specializzandosi nel mezzo fondo, specialità nella quale chiuse al secondo posto per tre anni di fila il campionato nazionale.

## Palmarès
- 1920

Grand Prix François Faber
- 1923

Bruxelles-Liegi
Campionati belgi, Prova in linea Indipendenti
- 1924

1ª tappa Circuit du Midi
Classifica generale Circuit du Midi
- 1925

8ª tappa Tour de France
- 1926

Bordeaux-Parigi
5ª tappa Tour de France
- 1927

9ª tappa Tour de France
18ª tappa Tour de France

## Piazzamenti

### Grand Giri
- Tour de France

1925: 12º
1926: ritirato
1927: 5º

### Classiche monumento
- Giro delle Fiandre

1927: 39º
- Parigi-Roubaix

1924: 7º
1925: 6º
1926: 10º
1927: 5º
- Liegi-Bastogne-Liegi

1924: 2º